# 651 Ukraiński Batalion Zaopatrzenia
651 Ukraiński Batalion Zaopatrzenia (niem. Ukrainisches Nachschub-Bataillon 651) – kolaboracyjny oddział wojskowy Wehrmachtu złożony z Ukraińców podczas II wojny światowej
Batalion został utworzony w lutym 1944 r. na bazie Zaporoskiego Zagonu Ukraińskich Wolnych Kozaków, działającego od 1943 r. Początkowo nosił nazwę 651 Wschodni Batalion Zaopatrzenia. Na jego czele stał płk Andrij Dołud. Oddział składał się z ośmiu kompanii. Na przełomie 1944/1945 r. podporządkowano go niemieckiej 1 Armii Spadochronowej. Na początku 1945 r. oddział przemianowano na 651 Ukraiński Batalion Zaopatrzenia. 
Pod koniec wojny wszedł on w skład 2 Dywizji Ukraińskiej Armii Narodowej.